# 陈国彬
陈国彬（1978年—），前马来西亚砂拉越实淡宾国会议员，行动党党员。
2013年代表行动党参加2013年马来西亚大选并赢得有关国会议席。